# Intellivision
För andra betydelser, se Intellivision (olika betydelser).

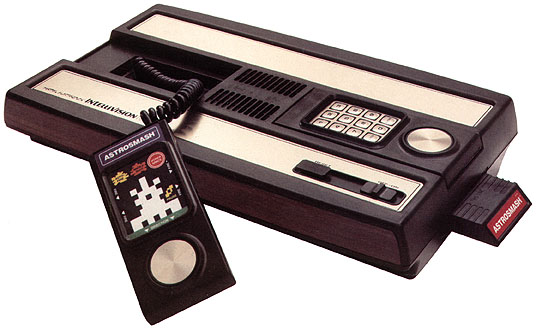
Intellivision

Intellivision är en 16-bits tv-spelskonsol tillverkad av Mattel 1979. Enheten började utvecklas redan 1977 av General Instruments under namnet Gimini 6900 men lades på hylla några år eftersom Mattels ledning var ovilliga att börja tävla med Atari om tv-spelsmarknaden.
Intellivision var för sin tid väldigt avancerad och kunde både grafikmässigt och ljudmässigt utklassa konkurrenter som Atari 2600. Den kom dock aldrig att utnyttja sin fulla potential mycket p.g.a. dåtidens dyra minneskretsar till spelkassetterna vilket resulterade i att programmerarna hade stora begränsningar.

## De första åren
1979 introducerades en testserie i Kalifornien. Ett år senare släpptes den i hela USA. Första året blev en succé och cirka 175 000 exemplar av konsolen såldes. 1981 släppte Mattel ett tangentbord till sin spelkonsol för att den även skulle kunna användas som hemdator. 1983 släpptes en billigare version, Intellivision II. Borta var nu tangentbordet, men man släppte ECS-modulen som gjorde det möjligt att spela Atari 2600-spel på den. 1983 beslöt Mattel att avbryta all utveckling av hårdvara till Intellivision.

## Intellivision säljs och marknadsanalytiker påstår att videospelsmarknaden är död
1984 säljer Mattel Intellivision till företaget INTV corp. 1984 anses tv-spelsmarknaden död i USA och Intellivision är den enda tv-spelskonsolen som säljs under julen 1984.
1985 har INTV corp sålt ut alla Intellivision II och ersätter den med INTV III som egentligen är samma maskin som Mattels ursprungsversion av Intellivision och obesläktad med den på projektstadiet nedlagda uppföljaren Intellivision III. INTV producerar enbart de titlar som visat sig populära och inga nya spel introduceras av INTV.

## Slutet för Intellivision
1986 släpper INTV en mängd spel som utvecklats av Mattel men aldrig introducerats på marknaden. Men tiden har hunnit ifatt Intellivision. Nyare konsoler som Nintendo Entertainment System, Atari 7800 och Sega Master System konkurrerar nu om att bli störst på marknaden. 1987 var sista året Intellivision såldes i affärer och under kommande år skulle den enbart säljas per postorder. 1990 går INTV corp i konkurs och efter 125 olika titlar och över 3 000 000 konsoler så slutar eran Intellivision.

## Några kända titlar för Intellivision
- Tjuv och polis (Lock 'n chase)
- Night Stalker
- Auto Racing
- Advanced Dungeon and Dragons

### Fotnoter
1. ↑  ”Intellivision” (på engelska). IGN. http://www.ign.com/lists/top-25-consoles/14. Läst 24 maj 2017.